# IKCO Dena

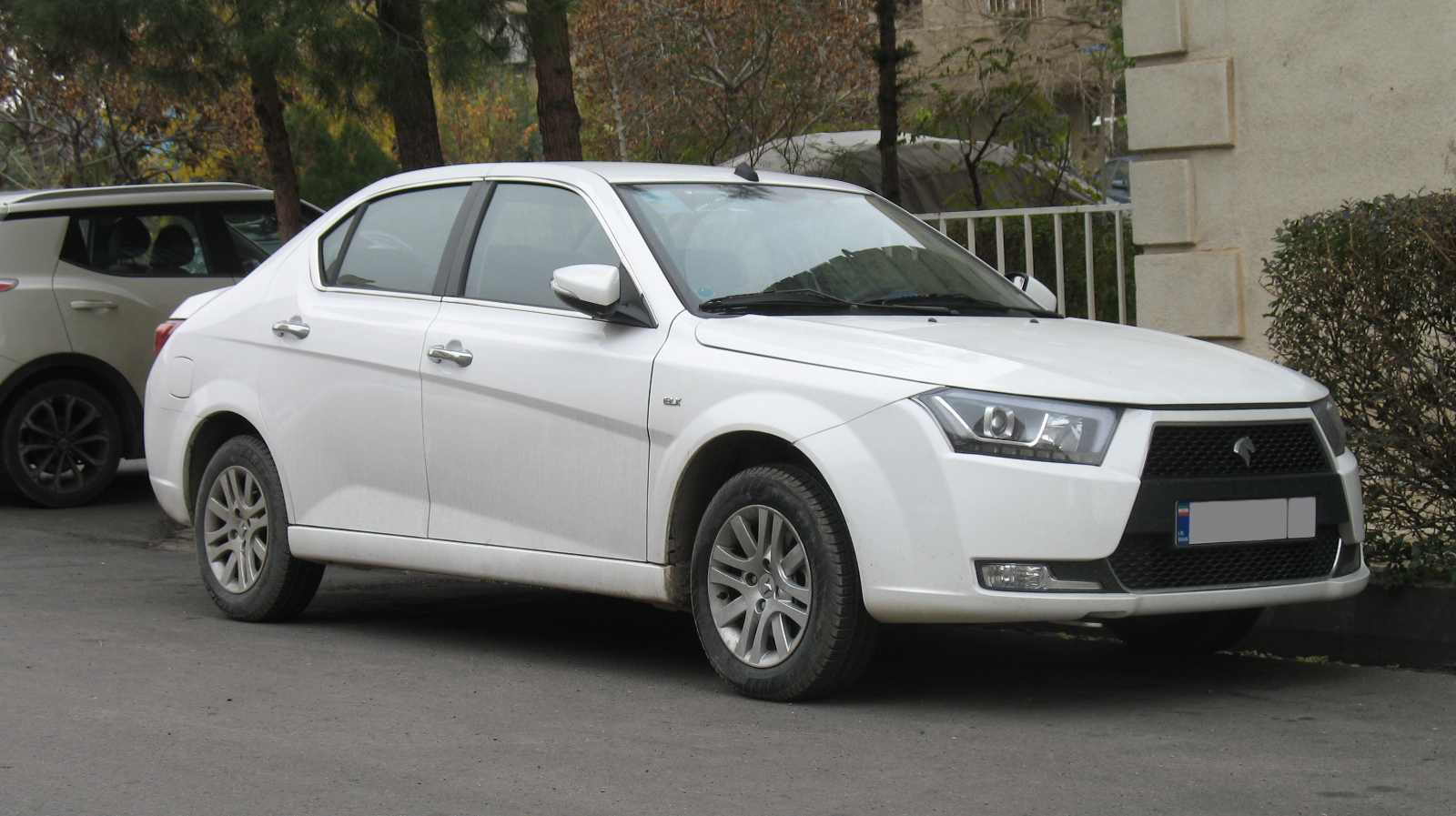
IKCO Dena Plus (seit 2017)

Der IKCO Dena ist eine Limousine des iranischen Herstellers Iran Khodro. Im Gegensatz zu anderen Modellen des Herstellers soll der Dena eine Eigenentwicklung sein, auch wenn die Plattform noch identisch zu der des Peugeot 405 ist.

## Geschichte
Vorgestellt wurde das Fahrzeug bereits im April 2011. Gut ein Jahr später kam es im Iran auf den Markt. Eine Version mit Turbolader wurde im Februar 2020 durch den iranischen Präsidenten Rohani als Dena Plus vorgestellt.
Benannt ist das Fahrzeug nach dem im Iran gelegenen Berg Dena.

## Technische Daten
Für den Dena stehen zwei 1,6-Liter-Ottomotoren mit 83 kW (113 PS) oder 110 kW (150 PS) im Plus zur Wahl. Sie wurden gemeinsam mit FEV entwickelt. Der Plus ist gegen Aufpreis auch mit einem 6-Gang-Automatikgetriebe verfügbar.
|                                             | Dena                  | Dena Plus                  |
| Motorkenndaten                              |                       |                            |
| Bauzeitraum                                 | seit 2012             | seit 2020                  |
| Motortyp                                    | R4-Ottomotor          | R4-Ottomotor               |
| Motoraufladung                              | —                     | Turbolader                 |
| Hubraum                                     | 1645 cm³              | 1645 cm³                   |
| Verdichtungsverhältnis                      | 11,0 : 1              | 11,0 : 1                   |
| max. Leistung bei min−1                     | 83 kW (113 PS) / 6000 | 110 kW (150 PS) / 5500     |
| max. Drehmoment bei min−1                   | 155 Nm / 3500–4500    | 215 Nm / 2200–4800         |
| Kraftübertragung                            |                       |                            |
| Antrieb                                     | Vorderradantrieb      | Vorderradantrieb           |
| Getriebe, serienmäßig                       | 5-Gang-Schaltgetriebe | 5-Gang-Schaltgetriebe      |
| Getriebe, optional                          | —                     | (6-Gang-Automatikgetriebe) |
| Messwerte                                   |                       |                            |
| Höchstgeschwindigkeit                       | 189 km/h              | 205 km/h (205 km/h)        |
| Beschleunigung, 0–100 km/h                  | 12,0 s                | 10,0 s (10,5 s)            |
| Kraftstoffverbrauch auf 100 km (kombiniert) | 7,4 l Super           | 7,8 l Super (8,1 l Super)  |
| Tankinhalt                                  | 60 l                  | 60 l                       |